# Kamera o Tomeru na!
Kamera o Tomeru na! és una pel·lícula de comèdia zombi japonesa del 2017 escrita i dirigida per Shin'ichirō Ueda. Segueix un equip d'actors i cineastes que tenen l'encàrrec de rodar una pel·lícula de zombis per a televisió en directe i que ho han de fer en una sola presa.
Feta amb un pressupost baix de 3 milions iens (25.000 dòlars), va ser parcialment finançada a través de micromecenatge i amb un repartiment d'intèrprets poc coneguts, la pel·lícula es va estrenar al Japó en un teatre durant sis dies. Després del seu èxit internacional arran de la seva projecció al Festival de Cinema d'Udine, la pel·lícula va guanyar projecció mundial, inclosa una reestrena al Japó. Va recaptar 27.935.711 dòlars al Japó i a tot el món, fent història a la taquilla en guanyar més de mil vegades el seu pressupost. La pel·lícula també va rebre l'aclamació de la crítica, que va elogiar la seva originalitat, guió i humor.

## Argument
El repartiment i l'equip tècnic estant rodant una pel·lícula de zombis de baix pressupost en una planta de filtració d'aigua abandonada a Mito. El director Higurashi, desesperat per l'èxit cinematogràfic a causa dels deutes creixents i frustrat pel treball dels actors, disposa que es pinti un pentacle de sang per a reviure zombis d'acord amb el passat embruixat de la planta. El càmera es converteix en un zombi i mossega l'ajudant del director Kasahara, convertint-lo també en un zombi. L'actriu Chinatsu, l'actor Ko i la maquilladora Nao mantenen els zombis fora de la planta. Higurashi insisteix que segueixen filmant utilitzant els zombis. L'enginyer de so surt precipitadament de la planta i s'infecta. Higurashi torna a portar l'enginyer de so zombificat per a obtenir més imatges, llençant-lo als actors. Nao decapita l'enginyer de so zombi i s'esquitxa de sang.

## Producció
El cineasta Shin'ichirō Ueda va dirigir, editar i escriure el guió de Kamera o Tomeru na!. Ueda, cineasta independent, havia realitzat anteriorment diversos curtmetratges. Per a fer la seva pel·lícula, Ueda va treballar amb l'escola de teatre Enbu Seminar de Tòquio. Enbu Seminar no només va produir la pel·lícula, sinó que també va acollir els assajos. Segons l'actriu Yuzuki Akiyama, aquests van durar dos mesos. Abans havia treballat amb Ueda en el seu curtmetratge de 2011, Dreaming Noelist.
El rodatge de Kamera o Tomeru na! va tenir lloc durant vuit dies el juny de 2017. Akiyama va descriure el procés de rodatge com «molt divertit però també força esgotador», a causa de la pressió per a fer una presa llarga correcta. La llarga presa, en particular, una presa contínua de 37 minuts de durada de la pel·lícula de zombis, va costar sis intents. Després dels vuit dies de rodatge, Ueda va trigar quatre mesos a editar la pel·lícula.
Després de rebre crítiques positives fora del Japó, la pel·lícula es va estrenar a tres cinemes de Tòquio al juny amb descomptes per al públic amb disfresses de zombi.
Una nova versió en francès titulada Coupez !, dirigida per Michel Hazanavicius i protagonitzada per Romain Duris i Bérénice Bejo, va començar la seva producció l'abril de 2021 i es va projectar com a pel·lícula inaugural 75è Festival Internacional de Cinema de Canes.